# Antonio Cifra
Antonio Cifra (ur. 1584 w Terracina, zm. 2 października 1629 w Loreto)  – włoski kompozytor i kapelmistrz przełomu renesansu i baroku.
Od 1594 był uczniem Giovanniego Nanina jako dyskantysta w kapeli kościoła św. Ludwika Króla Francji w Rzymie. W 1608 otrzymał stanowisko maestro del coro w Collegium Germanicum. W 1619 został kapelmistrzem w sanktuarium Santa Casa w Loreto, gdzie przebywał do śmierci, choć w latach 1622–1929 pełnił funkcję kapelmistrza w bazylice św. Jana na Lateranie .
Kontynuował tradycję rzymskiej szkoły Giovanniego da Palestriny. Komponował msze, litanie, motety, madrygały i inne utwory.